# Marco Pauly
Pour les articles homonymes, voir Pauly.
Marco Pauly, né en 1943, est un réalisateur, scénariste et acteur français.

## Biographie
Il est l'époux de l'écrivaine et scénariste Odile Barski et le père de la chanteuse et comédienne Adrienne Pauly, de l'acteur et réalisateur Rodolphe Pauly et de Boris Pauly, éducateur spécialisé.

## Filmographie

### Cinéma
- 1976 : Les Conquistadores
- 1988 : Black Mic-Mac 2

### Télévision
- 1988 : Salut les homards (série télévisée)
- 1990 : La Famille Ramdam (série télévisée)
- 1993 : Fantômette (série télévisée)
- 1994 : Le Vilain petit canard (série télévisée)
- 1994 : En garde à vue ("Placé en garde à vue") (série télévisée)
- 1995 : Des mots qui déchirent (TV)
- 1998 : Le Temps d'un éclair (TV)
- 2000 : La Caracole (TV)
- 2001 : Jalousie (TV)
- 2001 : L'Interpellation (TV)
- 2005 : La boîte à images (TV)

### Scénariste
- 1998 : Le Temps d'un éclair (TV)
- 2001 : L'Interpellation (TV)

### Acteur
- 1978 : Violette Nozière
- 1997 : Les héros sont debout (court métrage) : Le père